# Internationale Sommerakademie Mozarteum Salzburg

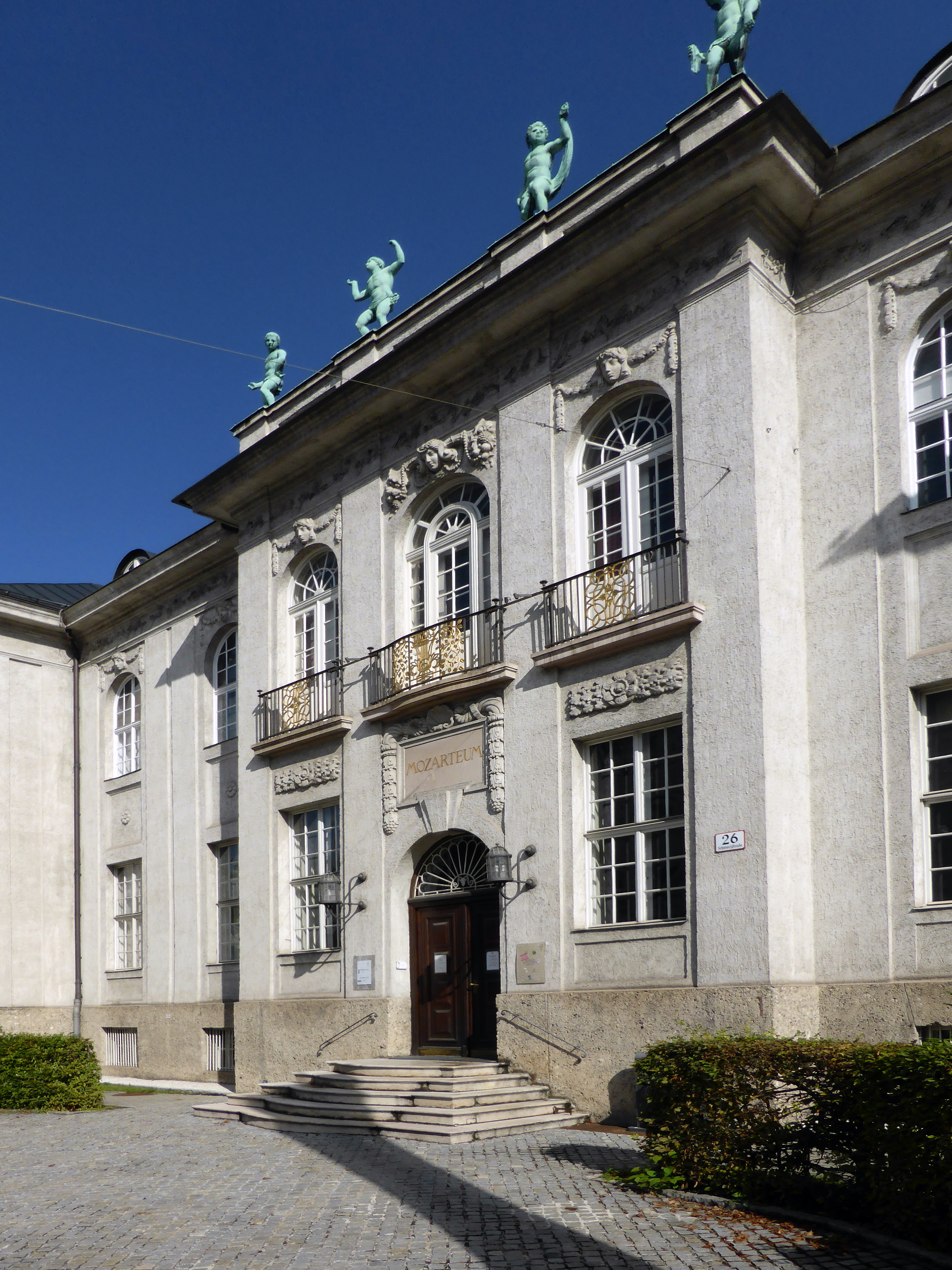
Gebäude der Internationalen Stiftung Mozarteum, Schwarzstraße 26 (Baujahr 1911–1914), mit Unterrichtsräumen der Universität Mozarteum

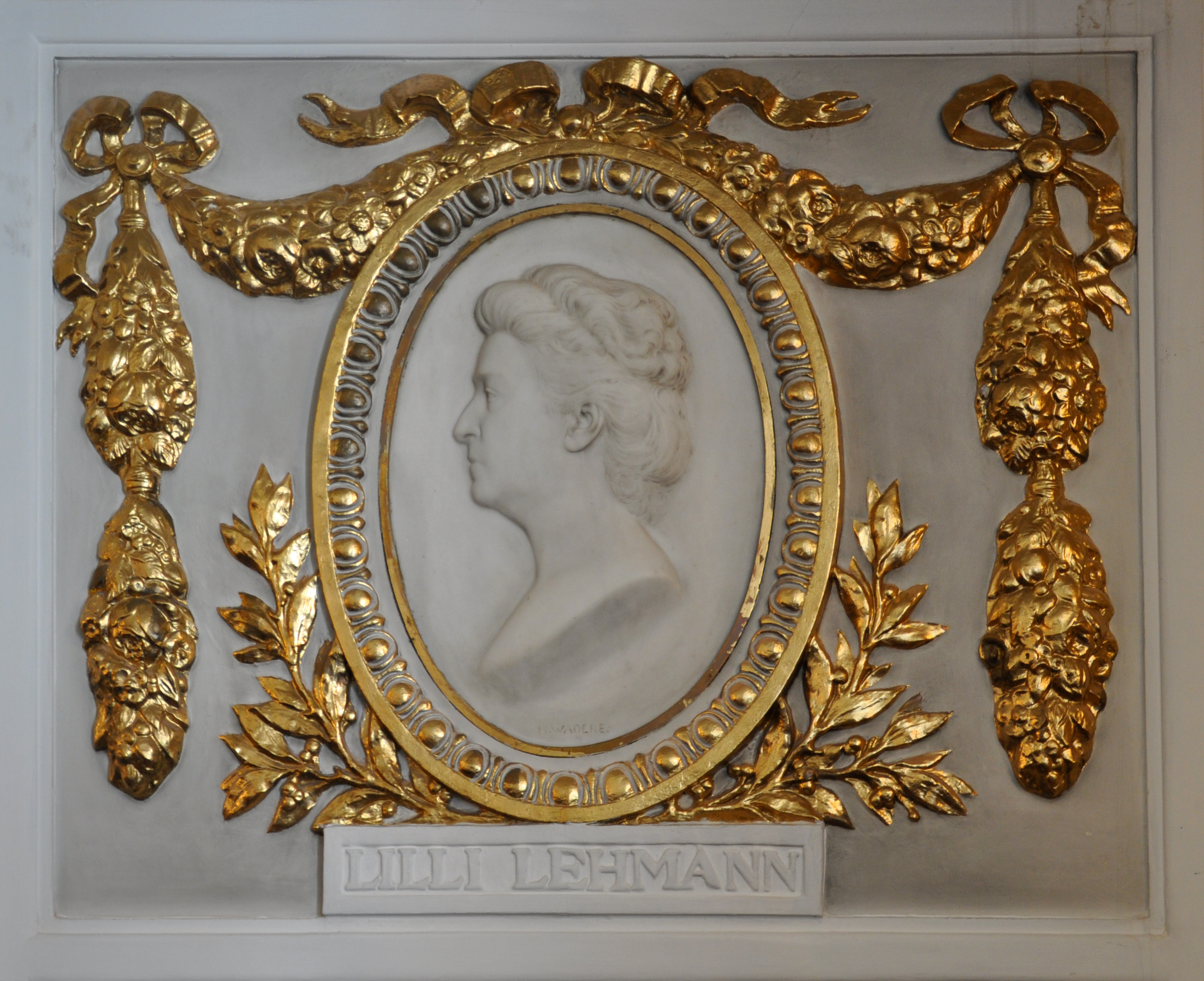
Lilli Lehmann, Relief im Großen Saal des Mozarteums, Schwarzstraße 28

Die Internationale Sommerakademie Mozarteum Salzburg geht auf Anfänge im Sommer 1916 zurück und trägt seit 1947 den aktuellen Namen. Heute finden jährlich über 80 Meisterkurse statt. Diese werden von Lehrenden der Universität Mozarteum und ausgewählten, international renommierten Künstlern geleitet und von 800–1000 jungen Musikerinnen und Musikern aus aller Welt besucht.

## Geschichte
1916–1928 (mit Unterbrechungen) nutzte die Sängerin Lilli Lehmann die Sommermonate für private Meisterkurse in den Räumlichkeiten des Mozarteums Salzburg; im Mittelpunkt der Kurse stand die Mozart-Interpretation. 1925 kam der zuvor in Salzburg, nun in Prag tätige Geiger Willy Schweyda hinzu.  Im Sommer 1929, nach dem Tod Lilli Lehmanns, leitete der Dirigent Julian Friedman eine Orchesterakademie speziell für amerikanische Studierende, flankiert von Kursen in musikdramatischer Darstellung, Klavier und Komposition. 1930–1937 nannte sich die Einrichtung „Musikalische Sommerkurse“, 1937–1940 „Mozarteums-Sommerakademie für Musik, Theater und Tanz“. 1940–1944 fand eine „Sommerakademie für Ausländer im Mozarteum“ mit „kriegs- und bündnispolitisch bedingt geringerem Zuspruch“ statt. 1947 reorganisierte der Dirigent Bernhard Paumgartner das Angebot, nun unter dem Namen „Internationale Sommerakademie Mozarteum“, und übernahm gemeinsam mit Eberhard Preußner die Leitung. 1960 folgte Preußner als alleiniger Leiter, 1965 Heinz Scholz, 1966 Robert Wagner, 1972 Paul Schilhawsky, 1983 Rolf Liebermann, 1988 Peter Lang, 1991 Paul Roczek, 2003 Alexander Mullenbach, 2014 Reinhart von Gutzeit, 2015 Siegfried Mauser gemeinsam mit Wolfgang Holzmair, 2017 Holzmair als alleiniger Leiter und 2019 Hannfried Lucke.

## Spektrum
Zum Spektrum des Angebots gehören Meisterkurse in Komposition, Dirigieren, Gesang, Klavier, Gitarre und den klassischen Orchesterinstrumenten, eine Orchesterakademie und Zusatzangebote wie Analyse, Alexander-Technik, Feldenkrais-Methode, Yoga, Deutsch und Italienisch. Außerdem finden Symposien und Workshops, interne Wettbewerbe und Konzerte statt.

## Lehrkräfte
Zu den Lehrkräften vergangener Internationaler Sommerakademien zählen
- die Komponisten Luciano Berio, Boris Blacher, Friedrich Cerha, George Crumb, Franco Donatoni, Gottfried von Einem, Wolfgang Fortner, Sofia Gubaidulina, Cristóbal Halffter, Hans Werner Henze, Paul Hindemith, Mauricio Kagel, György Kurtág, Helmut Lachenmann, Bruno Maderna, Frank Martin, Carl Orff, Wolfgang Rihm, Alfred Schnittke, Kurt Schwertsik, Karlheinz Stockhausen, Viktor Suslin, Hans Zender und Udo Zimmermann,
- die Dirigenten Wilhelm Furtwängler, Herbert von Karajan, Clemens Krauss, Erich Leinsdorf, Günther Ramin, Wolfgang Sawallisch, Hermann Scherchen, George Szell und Bruno Walter,
- die Sänger Arleen Augér, Walter Berry, Kim Borg, Grace Bumbry, Ileana Cotrubas, Werner Hollweg, Hans Hotter, Siegfried Jerusalem, Sena Jurinac, George London, Christa Ludwig, Richard Miller, Rosa Papier-Paumgartner, Julius Patzak, Thomas Quasthoff, Elisabeth Schwarzkopf, Graziella Sciutti, Irmgard Seefried, Giulietta Simionato, Rita Streich und Renata Tebaldi,
- die Pianisten Géza Anda, Dmitri Bashkirow,[10] Friedrich Gulda, Claude Helffer, Kurt Leimer, Hans Leygraf, Tatjana Nikolajewa, Alexis Weissenberg und Dieter Zechlin, der Cembalist Kenneth Gilbert und der Gitarrist Pepe Romero,
- die Geiger Ivry Gitlis, Gidon Kremer, Yehudi Menuhin, Ruggiero Ricci, Wolfgang Schneiderhan, Ljerko Spiller, Max Strub,[11] Tibor Varga und Sándor Végh, die Bratschistin Kim Kashkashian und die Cellisten Antonio Janigro, Enrico Mainardi, Zara Nelsova und Harvey Shapiro,
- der Flötist Wolfgang Schulz (Flöte), der Hornist Radovan Vlatković sowie
- die Fechterin Ellen Müller-Preis, der Tänzer Harald Kreutzberg, der Schauspieler Peter Ustinov und der Regisseur George Tabori.

## Informationsbasis